# Gomphrena hygrophila
Gomphrena hygrophila är en amarantväxtart som beskrevs av Carl Friedrich Philipp von Martius. Gomphrena hygrophila ingår i släktet klotamaranter, och familjen amarantväxter. Utöver nominatformen finns också underarten G. h. luteiflora.